# Mîkolaiivka, Ohtîrka
Mîkolaiivka (în ucraineană Миколаївка) este un sat în comuna Karpîlivka din raionul Ohtîrka, regiunea Sumî, Ucraina.

## Demografie
Componența lingvistică a localității Mîkolaiivka
     Ucraineană (96,21%)
     Rusă (3,03%)
Conform recensământului din 2001, majoritatea populației localității Mîkolaiivka era vorbitoare de ucraineană (96,21%), existând în minoritate și vorbitori de rusă (3,03%).